# Tommi Stumpff

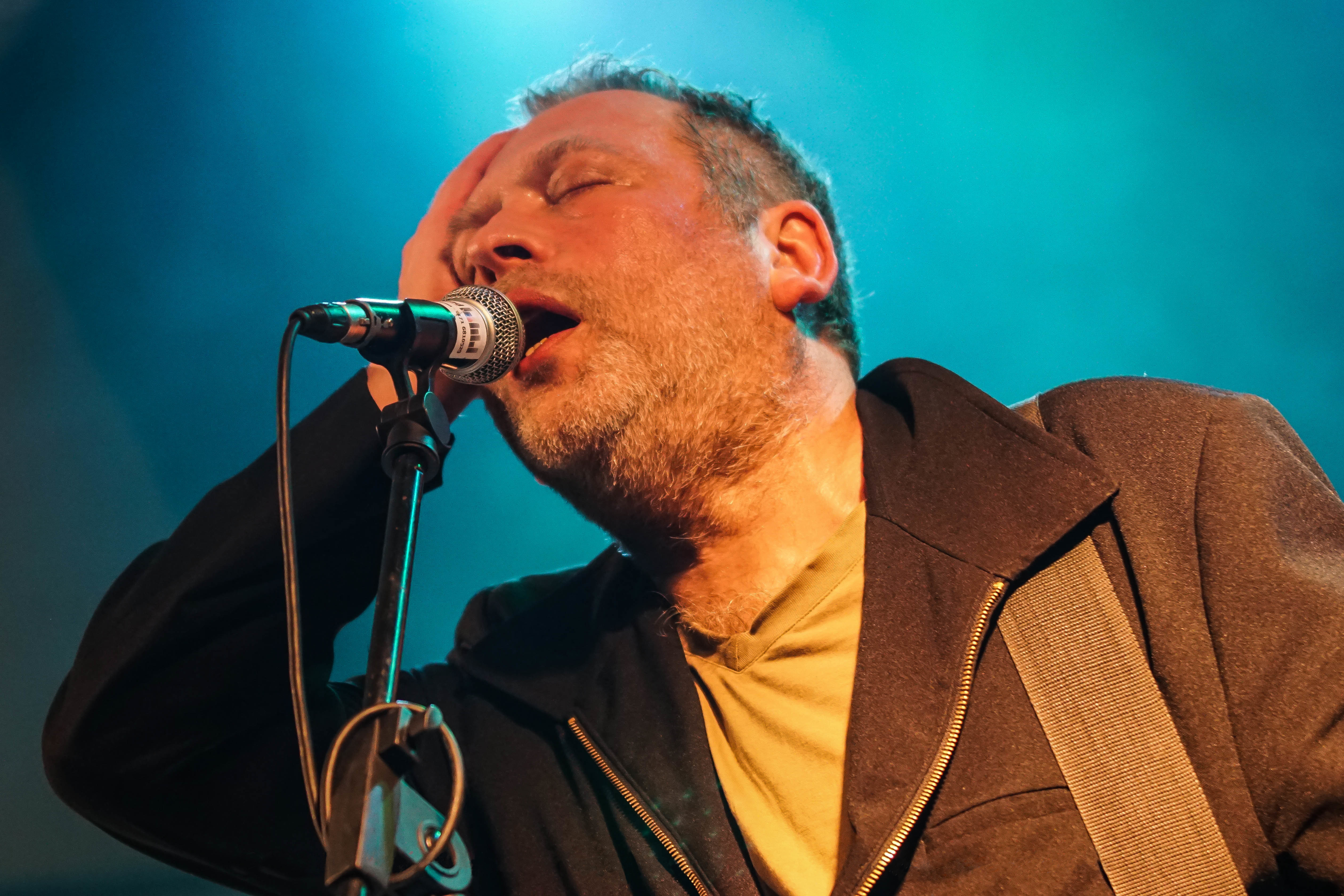
Tommi Stumpff im Haus der Jugend in Hettstedt, April 2015

Tommi Stumpff, eigentlich Thomas Peters (* 1. Februar 1958 in Düsseldorf; † 28. Juli 2023 ebenda), war ein deutscher Musiker. Er entwickelte sich über die 1980er-Jahre hinweg zu einem bedeutsamen Künstler im Elektronik-Umfeld.

## Biografie

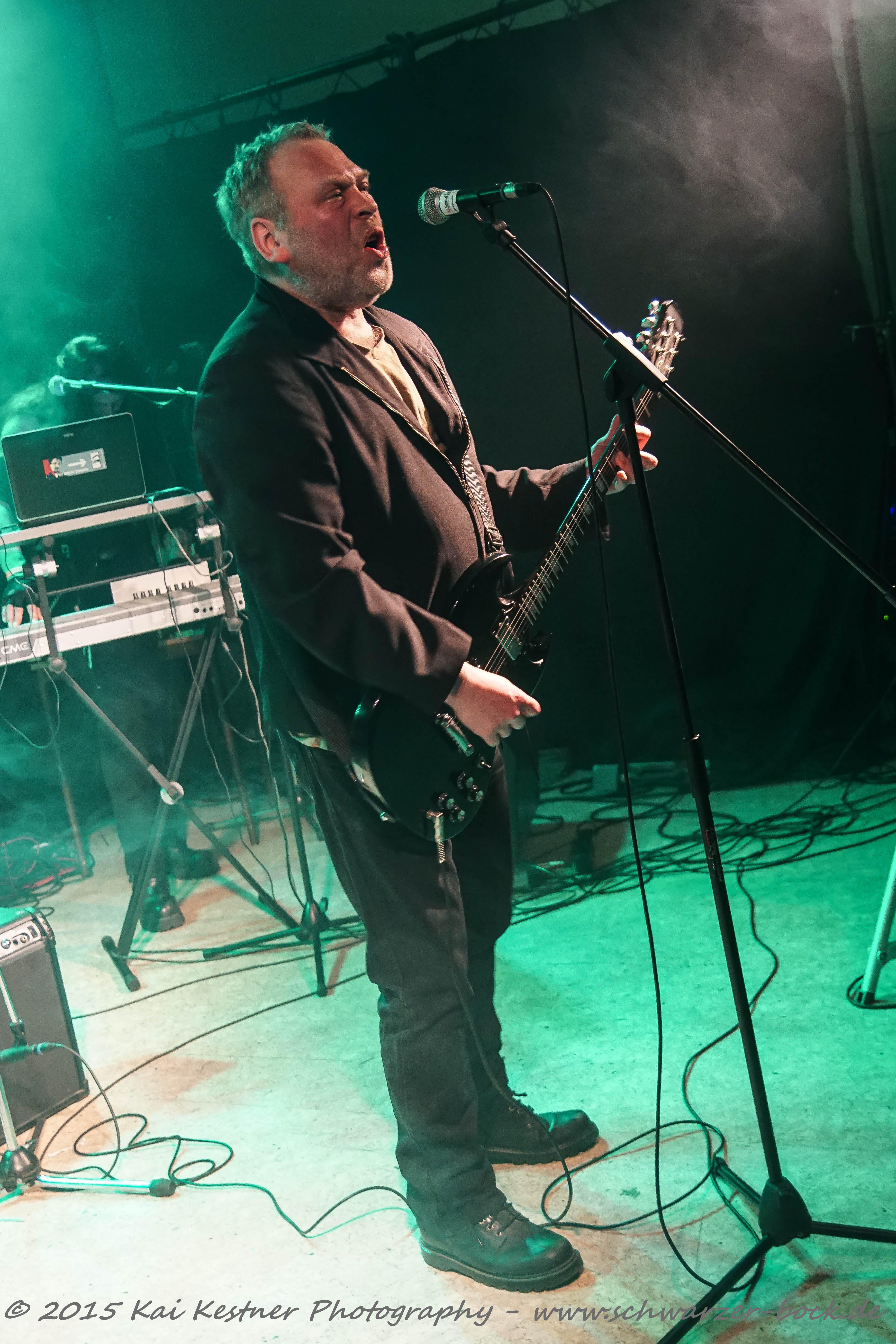
Tommi Stumpff, 2015

Nachdem Tommi Stumpff im Kindesalter mit seiner Familie nach Paris und Brüssel umgezogen war, kam er in seiner Jugendzeit zurück an seinen Geburtsort Düsseldorf und wurde in den späten 1970er Jahren Kopf der Düsseldorfer Punkband KFC. Ab 1982 fuhr er als Solist fort und veröffentlichte sein Debüt-Album Zu spät ihr Scheißer. Hier ist: Tommi Stumpff, das – infolge der Insolvenz der Plattenfirma Schallmauer – nur in einer Stückzahl von etwa 3000 Einheiten gepresst wurde.
1983 erschien die Single Contergan Punk auf dem eigens dafür gegründeten Label „Giftplatten“. Die mit Conny Plank produzierte Single führte den Electropunk-Sound des Debüts konsequent weiter, fiel allerdings bedeutend härter aus und wies aufgrund ihrer Aggressivität typische EBM-Strukturen auf. Die Härte von Contergan Punk konnte allerdings erst Ende der 1980er Jahre erneut erreicht werden. Vor allem das 1989 veröffentlichte Album Ultra gilt auch heute noch als ein herausragendes Werk.
1993 beendete er seine Musikerkarriere und arbeitete in der IT-Branche.
2007 begann Tommi Stumpff wieder zu proben. Am 1. Februar 2008 fand in Düsseldorf ein KFC-Konzert im Rahmen einer Geburtstagsparty von Tommi Stumpff statt.
2015 gründete er die Band Stumpff, die aus ihm, Rüdiger Schuster, sowie seinem langen Wegbegleiter Käpt’n Nuss am Bass bestand. Käpt’n Nuss wurde 2016 von der Gitarristin und Keyboarderin Rumo abgelöst, diese dann wiederum 2018 von der Gitarristin VanValia.
Seitdem trat Stumpff mehrfach live auf, unter anderem auf dem Leipziger Wave-Gotik-Treffen. In einem Interview mit dem Magazin NEGAtief von 2019 kündigte Tommi Stumpff eine Stumpff-EP mit dem Titel Alles Idioten an und gab bekannt, dass die Band mit dem Gitarristen Sam H. Hunt ein neues Mitglied habe. Unter dem Namen Stumpff wurden von 2016 bis 2019 auch die Alben Zu Spät Ihr Scheißer. Hier Ist: Tommi Stumpff, Terror II und Ultra vom Plattenlabel Danse Macabre und der Kirsten Vuillot Promotion auf CD und Vinyl wiederveröffentlicht.
Im Jahr 2021 erschien das Debütalbum Alles Idioten der Band Stumpff. Es wurde vom Musiklabel Danse Macabre als CD, LP, Download und Streaming veröffentlicht.
Tommi Stumpff starb im Juli 2023 nach langer Krankheit im Alter von 65 Jahren in Düsseldorf.

## Künstlerische Rezeption
Die Schriftstellerin Silvia Szymanski lässt Stumpff unter dem Namen „Tim“ in ihrem ersten Roman Chemische Reinigung (1998) auftreten.

## Diskografie

### Solo
Studioalben
- 1982: Zu spät ihr Scheißer. Hier ist: Tommi Stumpff (Schallmauer-Records, September 1982)
- 1988: Terror II (No Dance, August 1988)
- 1989: Ultra (No Dance, 10. November 1989)
- 1991: Trivial Schock (EMI Electrola, Februar 1992)
- 1993: Alle sind tot! (EMI Electrola, August 1993)

Singles, Maxi-Singles, EPs
- 1992: Paradies (EMI Electrola, 1992)

Livealben
- 2002: Festival of Darkness (live in Hannover 1991) (Download-Album, Grenzwellen-Onlineshop, Juni 2002)

Kompilationen / Best of
- 1991: Mich kriegt ihr nicht (Backup 1982–1985) (Kompilation) (Mental Decay Records, 3. Mai 1991)

### Stumpff (Band)
- 2021: Stumpff – Alles Idioten (EP, CD, Download) (Danse Macabre / Kirsten Vuillot Promotion, 2021)

### Weitere Veröffentlichungen
- 1982: Silvia – Silvia (Album, LP – Texte, Musik und Produktion) (Schallmauer-Records, 1982)
- 1987: The Digital Classics (als Pierre Thomas, mit Sebastian Kent) – The Digital Classics (Kassette) (No Time Music (Richard Gleim), Düsseldorf, 1987)
  - Beat Hoven
  - Elise on the Beach
- 1992: Dietmar Wischmeyer / Tommi Stumpff – Brettermeier Die Pottsau – Arschkrampen-Tekkno (Maxi-Single, CD / 12″) (Frühstyxradio, 1. Juli 1992)
- 1993: Die Technodosen (mit Luc Van Leuven) – Bommerlunder (Maxi-Single, CD / 12″) (Polydor, 1993)